# Andromma prosopion
Espèce
Andromma prosopion est une espèce d'araignées aranéomorphes de la famille des Liocranidae.

## Distribution
Cette espèce est endémique de la région du Nord au Cameroun,. Elle se rencontre dans le parc national du Faro et vers Hossere Vokre.

## Description
La femelle holotype mesure 4,76 mm.
Cette araignée est termitophile.

## Systématique et taxinomie
Cette espèce a été décrite par Bosselaers et Jocqué en 2022.

## Publication originale
- Bosselaers & Jocqué, 2022 : « Studies in the Liocranidae (Araneae): revision of Andromma Simon, 1893. » European Journal of Taxonomy, vol. 850, p. 1-78 (texte intégral).